# Луций Лициний Мурена (претор около 100 года до н. э.)
Лу́ций Лици́ний Муре́на (лат. Lucius Licinius Muræna; II—I века до н. э.) — римский политический деятель из плебейского рода Лициниев, занимавший должность претора приблизительно в 100 году до н. э.

## Биография
Луций Лициний принадлежал к одной из ветвей плебейского рода Лициниев, происходившей из Ланувия. Его отец носил то же имя и был претором приблизительно в середине II века до н. э.
Марк Туллий Цицерон сообщает в своей речи в защиту консула 62 года до н. э. Луция Лициния Мурены, что прадед и дед подзащитного были преторами. Дед занимал эту должность приблизительно в 100 году до н. э. Плиний Старший утверждал, будто именно этот Мурена был первым носителем когномена, связанного с разведением рыбы, но из других источников известно, что это родовое прозвище носил уже представитель предыдущего поколения и что оно может быть связано с разновидностью ожерелья.
У Луция Лициния был сын того же имени, который тоже поднялся в своей карьере до претуры в 88 году до н. э. Согласно Вильгельму Друману, Публий Мурена, марианец и судебный оратор начала I века до н. э., погибший в 82 году, мог быть сыном Луция Лициния-старшего.